# 陳玉 (成化進士)
陳玉（1451年—？），字潤夫，直隸涿鹿中衛人，官籍，明朝政治人物。

## 生平
順天府鄉試第五十一名舉人。成化二十三年（1487年）中式丁未科會試第二百三十九名，二甲第三十四名進士。

## 家族
曾祖陳峻，衛鎮撫；祖父陳信；父陳通，母劉氏。具庆下。弟玘。